# 纜索八瀨站
纜索八瀨站（日语：／ Keburu Yase eki */?）是位於京都府京都市左京區，屬於京福電氣鐵道鋼索線（叡山纜車）的車站。路線在毎年冬季（12月初至3月中，正月三日除外，時期每年略有變化，具體取決於週末的日期）會暫停服務。此站相當於叡山纜車的山下車站。從本站步行5分鐘可到達八瀨比叡山口站，並可轉乘叡山電鐵的叡山本線。

## 歷史
本站啟用時的站名為西塔橋站（日语：／），車站名稱取自於站前越過高野川的橋樑名稱。西塔是延曆寺內其中一個區域，跨過橋樑後會連接若狹街道（現時：國道367號）。在1964年，站前的八瀨遊園開業，因此翌年便改名為纜索八瀨遊園站（日语：／）。該遊樂場後來翻新為體育谷京都和森之遊園地（日语：森のゆうえんち），最後在2001年結業。翌年再次把車站名稱改變。附近的八瀨比叡山口站也有相似的改名歷程。
- 1925年（大正14年）12月20日 - 京都電燈叡山鋼索線開通，西塔橋站啟用[2]。
- 1942年（昭和17年）3月2日 - 京福電氣鐵道車站[2]。
- 1944年（昭和19年） - 因路線成為不要不急線，車站暫停營業[2]。
- 1946年（昭和21年） - 隨著纜車重開，車站重開[2]。
- 1965年（昭和40年）8月1日 - 車站改名為纜索八瀨遊園站[2]。
- 2002年（平成14年）3月10日 - 車站改名為纜索八瀨站[2]。

## 車站構造
本站在靠近山腳一方設有驗票口。月台呈梯級狀，位於路軌兩邊。此站與其他日本纜索鐵路山下站的風格差不多。驗票口左邊設有1台售票機。本站內部的部分區域曾經改建。與京福電鐵的「嵐電」兩線（嵐山本線、北野線）相異。此路線無法使用Surutto KANSAI共通卡，售票機與驗票口也無法使用Surutto KANSAI共通卡。在售票機右邊設有觀光詢問處。檢票服務會在列車出發前5分鐘開始。車站業務主要以女性為多。

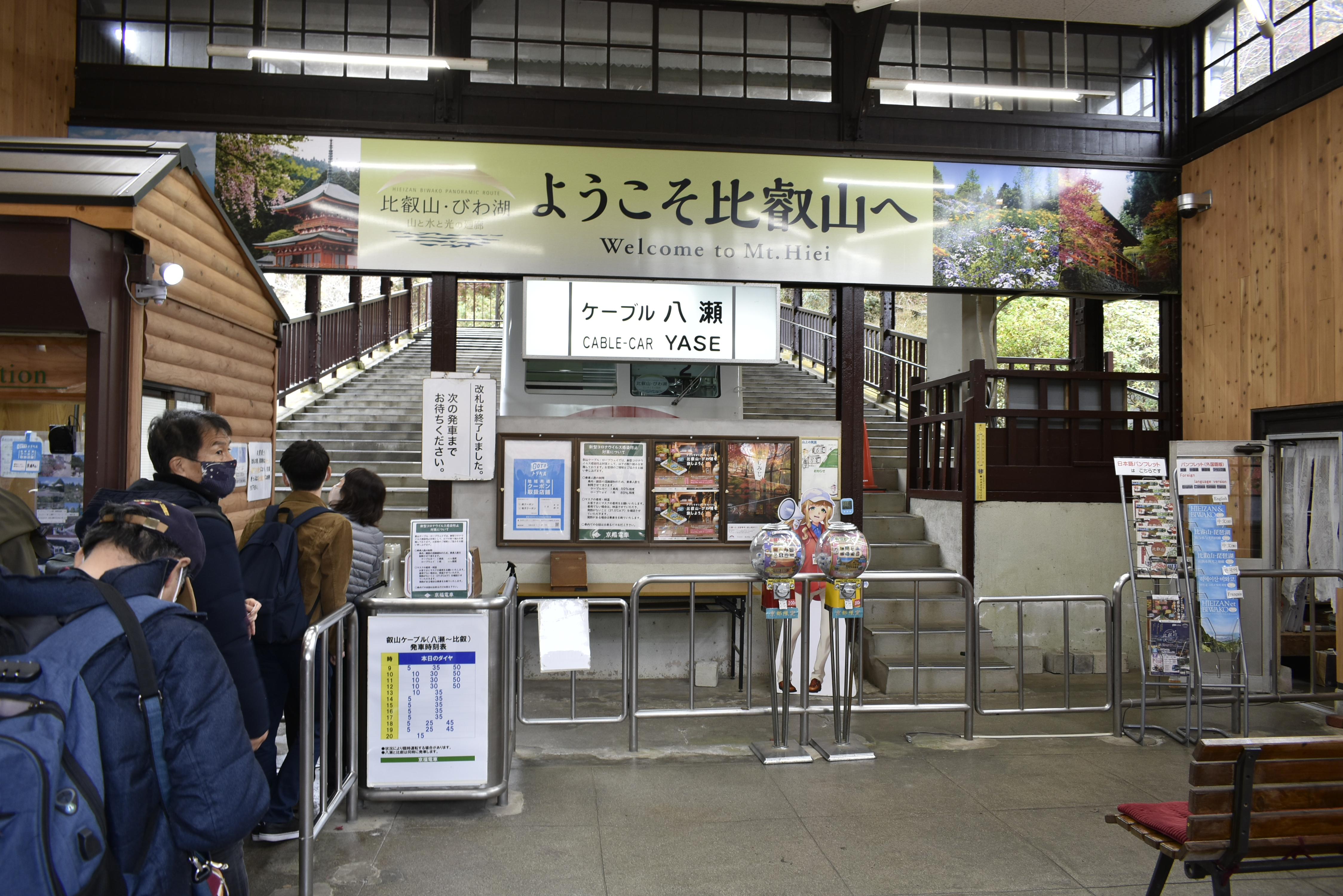
驗票口（2020年11月）
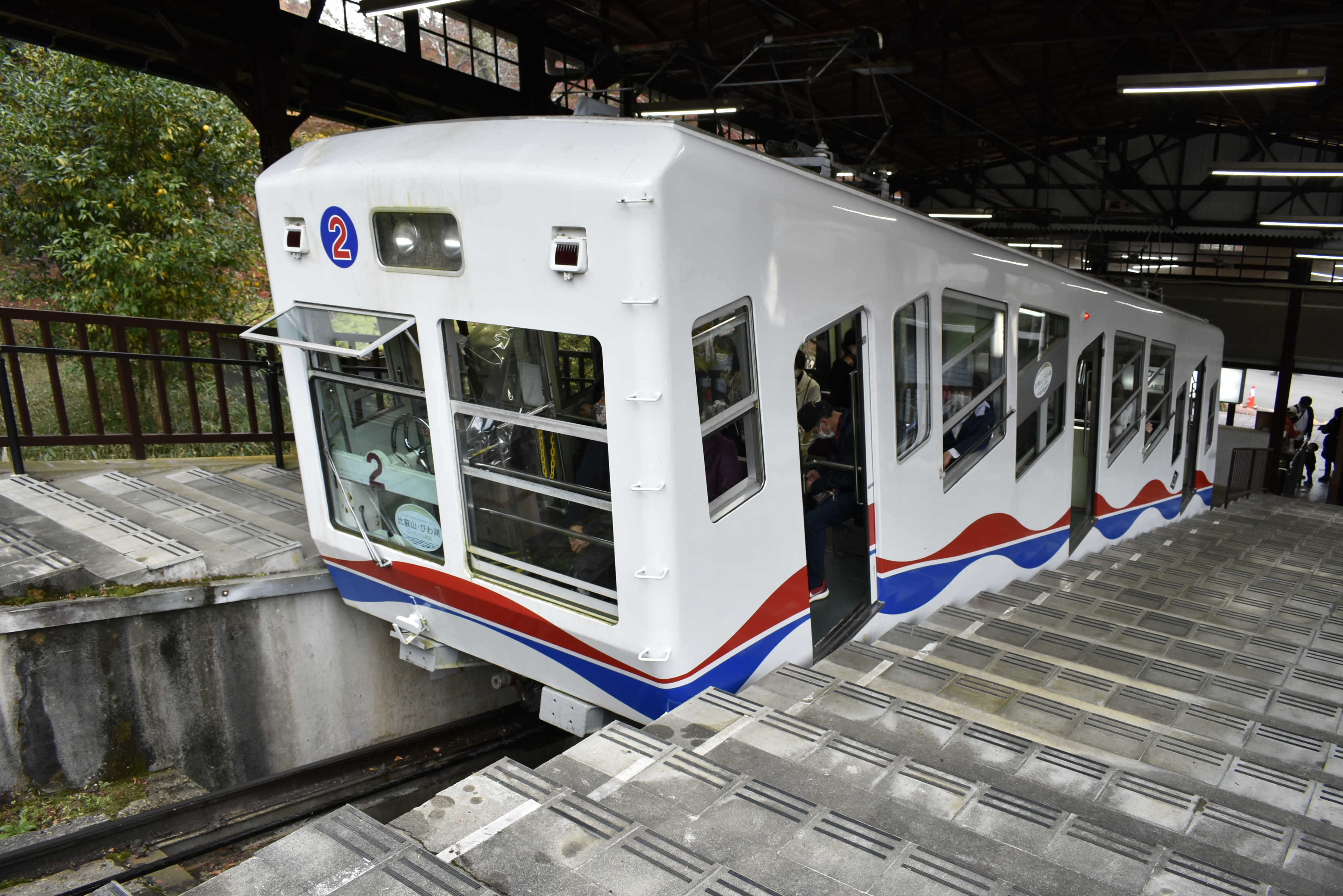
月台上停靠的車輛（2020年11月）
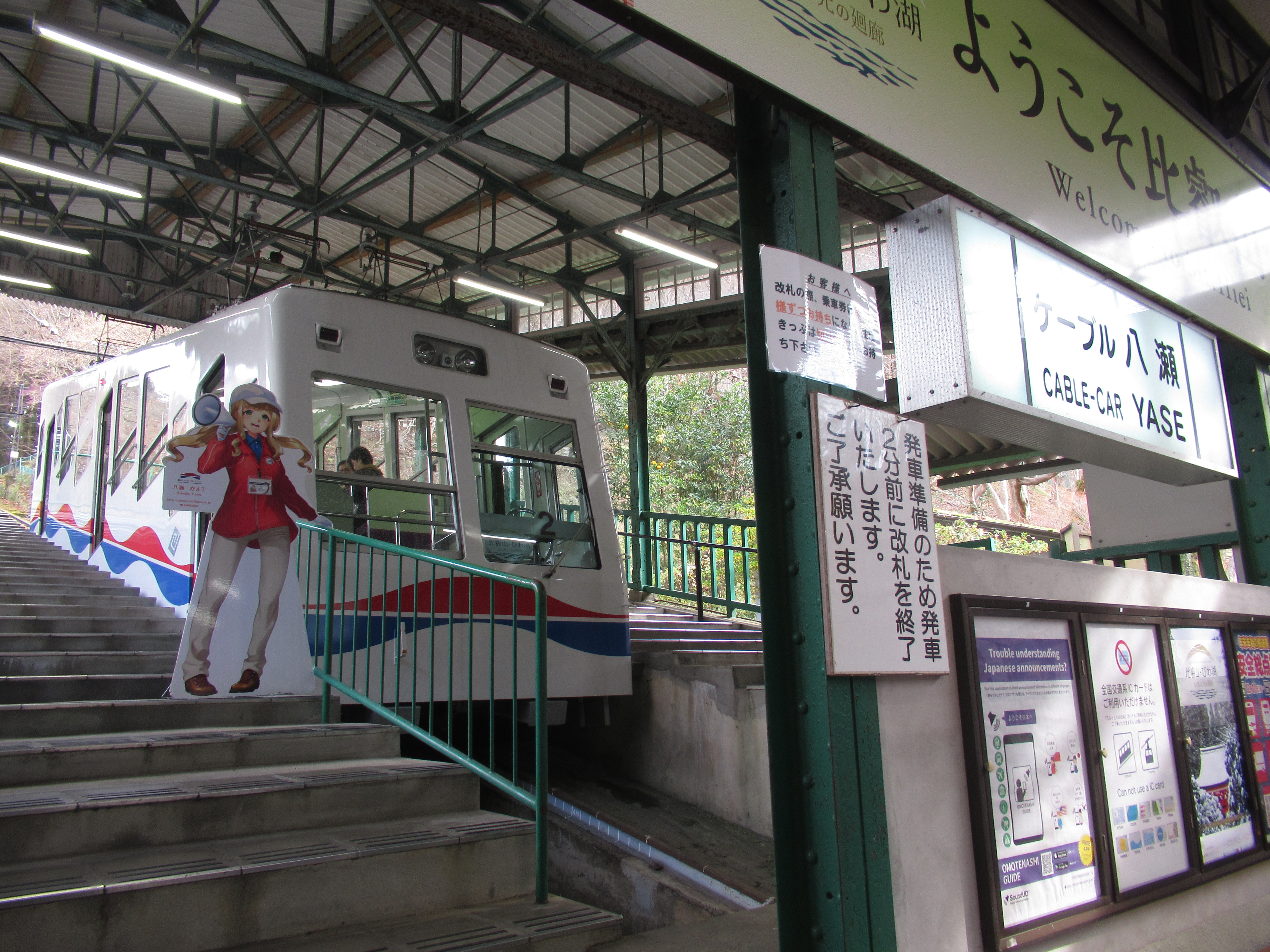
月台和站名牌（2019年12月）

## 車站周邊
- 會員制酒店（日语：会員制ホテル）「XIV（日语：リゾートトラスト）八瀨離宮」
- 京都巴士（日语：京都バス）八瀨站前巴士站
- 高野川

## 相鄰車站
京福電氣鐵道
鋼索線
纜索八瀨－纜索比叡

## 注腳
1. 1 2  山谷和弥. . カギコウ. 1992: 172–173. ISBN 4-7970-4901-4 （日语）.
2. 1 2 3 4 5 6  今尾惠介（監修）.  9 関西2. 新潮社. 2009: 40. ISBN 978-4-10-790027-2 （日语）.

## 外部連結
- 叡山纜車、索道 （页面存档备份，存于）（日語） - 京福電氣鐵道